# Lamprotula
Lamprotula is een geslacht van tweekleppigen uit de familie van de Unionidae.

## Soort
- Lamprotula linae He & Zhuang, 2013